# Международный аэропорт имени Раджива Ганди
Международный аэропорт имени Раджива Ганди (англ. Rajiv Gandhi International Airport) (ИАТА: HYD, ИКАО: VOHS) — аэропорт в Индии, расположен в 20 километрах от города Хайдарабад. Аэропорт управляется предприятием GMR Hyderabad International Airport Limited (GHIAL). Аэропорт Раджив Ганди был открыт в марте 2008 года, чтобы заменить аэропорт Бегумпет. Аэропорт назван в честь Раджива Ганди, бывшего премьер-министра Индии. 
Аэропорт имеет один пассажирский и грузовой терминал и две взлётно-посадочные полосы. По состоянию на 2015 год аэропорт является пятым по загруженности по пассажиропотоку в Индии. Аэропорт за 2015 год обслужил 11,9 миллионов пассажиров. Аэропорт служит хабом для Air India Regional, Blue Dart Aviation, SpiceJet, Lufthansa Cargo, TruJet, IndiGo.

## История

### Планирование строительства
Идея построить новый аэропорт для Хайдарабада впервые возникла в 1997 году. Существующий коммерческий аэропорт, аэропорт Бегумпет, не смог справляться с растущим пассажиропотоком. Правительство штата первоначально рассматривало преобразования авиабазы Hakimpet ВВС Индии для использования её в гражданских целях. Тем не менее, ВВС Индии отказались. Когда правительство предложило строительство нового аэропорта для ВВС Индии, министерство обороны предложило правительству рассмотреть участки к югу от аэропорта Бегумпет. К октябрю 1998 года правительство сузило до трёх возможных мест для строительства нового аэропорта: Bongloor, Nadergul и Shamshabad. Благодаря своему удобному расположению вблизи двух магистралей (NH 44 и NH 765) и железнодорожной линии, для строительства был выбран Shamshabad.
В ноябре 2000 года правительство штата и аэропортов Индии (AAI) подписали меморандум о взаимопонимании по проекту аэропорта, установив его в качестве государственно-частного партнерства. Государство и AAI вместе выделит 26% от стоимости аэропорта, а остальные 74% будут выделены частными компаниями. В рамках процесса торгов, консорциум, состоящий из GMR Group и аэропортов Малайзии Holdings Berhad был выбран в качестве владельца 74% акций. 
В сентябре 2003 года члены GHIAL подписали соглашение акционеров, а также договора на оказание услуг государства субсидию в размере свыше 59 миллионов долларов. в 2004 году было подписано концессионное соглашение между GHIAL и центральным правительством, что ни один аэропорт в радиусе 150 км. не мог работать. Таким образом, требуется закрытие аэропорта Бегумпет.

### Строительство
Строительство началось 16 марта 2005 года, когда Соня Ганди заложила камень в фундамент.  За два дня до этого, центральное правительство уже назвало аэропорт в честь экс-премьер-министра страны Раджива Ганди.
Примерно через три года после закладки первого камня церемонии возложения, аэропорт был открыт 14 марта 2008 года на фоне протестов. Оппозиция повторила свои требования о наименовании строительства внутреннего терминала. Кроме того, 12 и 13 марта, 20 000 сотрудников AAI провели забастовку против закрытия аэропорта Бегумпет.
Аэропорт был открыт 23 марта 2008 года. Приземлился первый рейс, принадлежавший авиакомпании Lufthansa из Франкфурта и два рейса авиакомпании SpiceJet.

### Дальнейшее развитие
Аэропорт имени Раджива Ганди стал хабом для SpiceJet  (в 2011 году), TruJet (в 2015 году).
В ноябре 2014 года Министерство гражданской авиации решило, что терминал внутренних линий аэропорта будет назван в честь Н. Т. Рама Рао, в результате протестов со стороны членов Раджья Сабха сотрудники аэропорта остались не уверены относительно того, как будет происходить присвоение имен.

## Право собственности
Акции аэропорта принадлежат государственному образованию аэропортов Индии (13%), правительству Телингана (13%),, GMR Group (63%) и аэропортов Малайзии Holdings Berhad (11%). Данные доли акции действуют на срок 30 лет с последующим продлением ещё на 30 лет.

## Терминал
Аэропорт имеет один пассажирский терминал, который охватывает 9,780 кв. м. и рассчитан на 12 миллионов пассажиров в год. Западная сторона терминала принимает международные рейсы в то время как восточная сторона принимает внутренние рейсы. Есть 46 иммиграционных счетчиков, 96 стоек регистрации, 19 киосков для самостоятельной регистрации. Существует в общей сложности девять выходов, семь из которых расположены на южной стороне терминала, а два других на северной стороне.

## Авиакомпании и направления
| Авиакомпания           | Направление |
| ---------------------- | --- |
| Malaysia Airlines      | Куала-Лумпур |
| British Airways        | Лондон |
| Oman Air               | Маскат |
| Etihad Airways         | Абу-Даби |
| Emirates               | Дубай |
| Saudi Arabian Airlines | Джидда |
| Thai                   | Бангкок |
| Tiger Airways          | Сингапур |
| Cathay Pacific         | Гонконг |
| Gulf Air               | Манама |
| Qatar Airways          | Доха |
| Air Arabia             | Шарджа |
| Air India              | Чикаго, Маскат, Бангалор, Калькутта, Вишакхапатнам, Дубай, Мумбаи, Дели, Гоа, Тирупати, Бхопал                                                                             |
| Jet Airways            | Абу-Даби, Бангалор, Пуна, Лакнау, Вадорада, Ченнаи, Мумбаи, Раджахмандри                                                                                                   |
| Spicejet               | Варанси, Дели, Коямпутур, Ченнаи, Мангалур, Тирупати, Вишакхапатнам, Виджаявада, Дехрадун, Тирупати, Раджахмандри, Мадурай, Удайпур, Бангалор                              |
| Go Air                 | Ченнаи |
| Indigo Air             | Мумбаи, Ченнаи, Дели, Индор, Ахмадабад, Варанси, Агартала, Калькутта, Вишакхапатнам Порт-Блэр, Лакхнау, Кочин, Коямпутур, Бхубанешвар, Бангалор, Пуна, Нагпур, Райпур, Гоа |
| Vistara                | Чандигарх |